# Dedikace

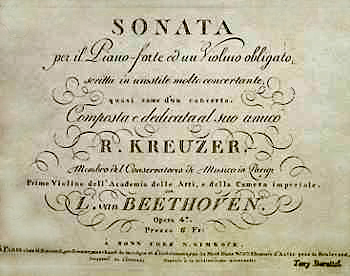
Beethovenova dedikace sonáty

Dedikace je věnování, připsání (čeho komu). Původ slova je z latinského výrazu dedicatio. V Komenského slovníku dále stojí: „Dedicatio slulo u Římanů odevzdání veřejné budovy svému účelu“. Ačkoli byly těmito veřejnými budovami převážně chrámy, zasvěcení církevních objektů světcům není dedikací, ale jedná se o Patrocinium. Dedikace panovníků a donátorů se týkaly univezit, nemocnic, divadel apod. Dedikována mohou být i umělecká díla, ale převážně se jedná o publikace. V dobách, kdy neexistovalo předplatné, bývaly jediným zdrojem příjmu autora dary mecenáše. Bez mecenášů by mnoho děl pravděpodobně nevzniklo. Dedikace v publikacích vyjadřuje úctu, náklonnost nebo poděkování mecenáši či organizaci, kteří podpořili vznik díla. V knihách bývá tento literární prvek umístěn na začátku či konci a jeho forma je podřízena dobovým konvencím.

## Význam dedikací
Dedikace jsou pro historiky významným zdrojem informací. Například Bartoloměj Paprocký z Hlohol a Paprocké Vůle má ve svých spisech více dedikací než předmluv a tyto dedikace obsahují oslavné příběhy a významná data rodu, který autora, tiskaře či grafika podpořil. V každé době dedikace propaguje dárce, ale nemusí to být vždy tak, jak si on sám přeje.

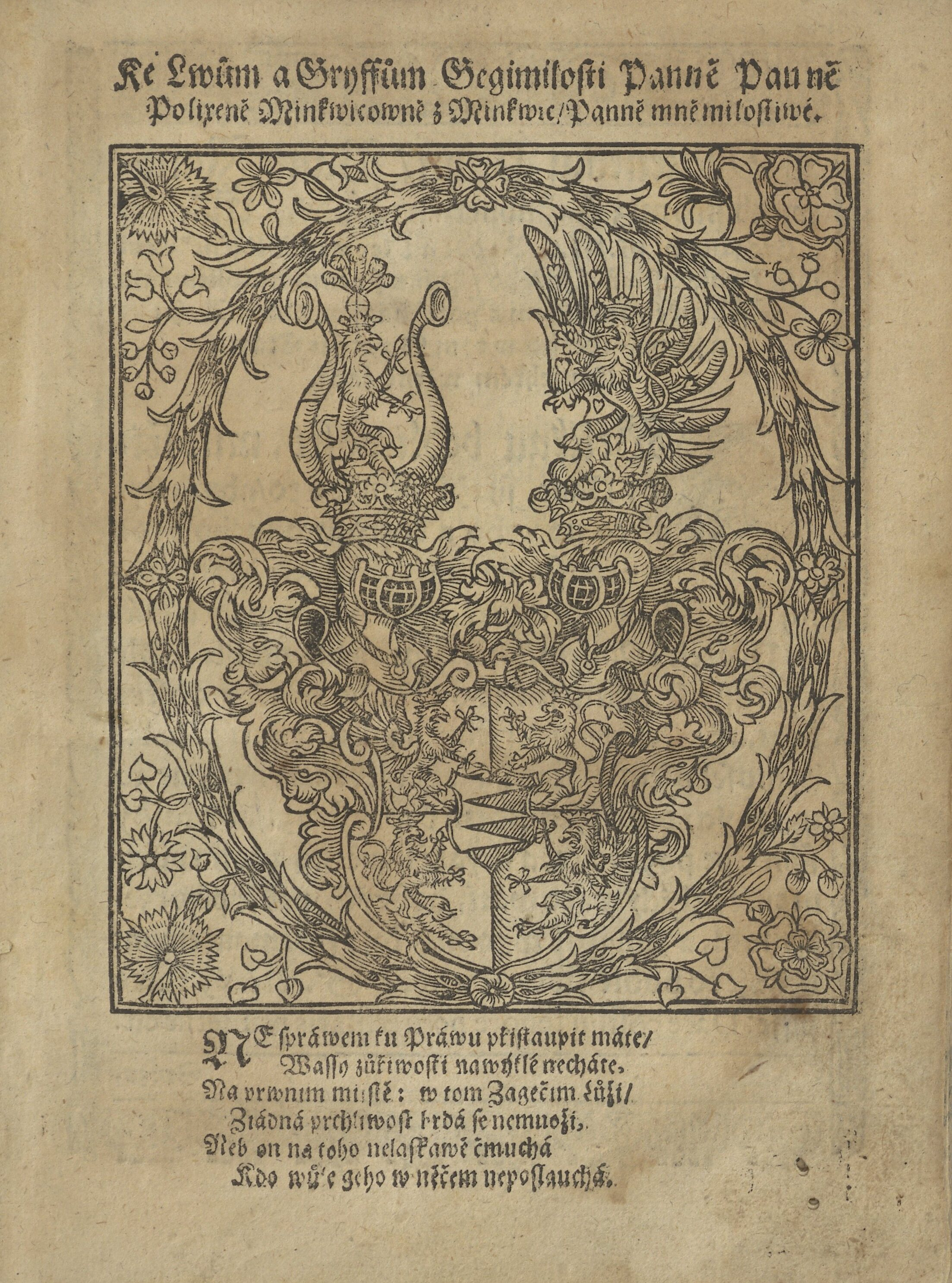
Další pocta mecenáši ve spisu Obora

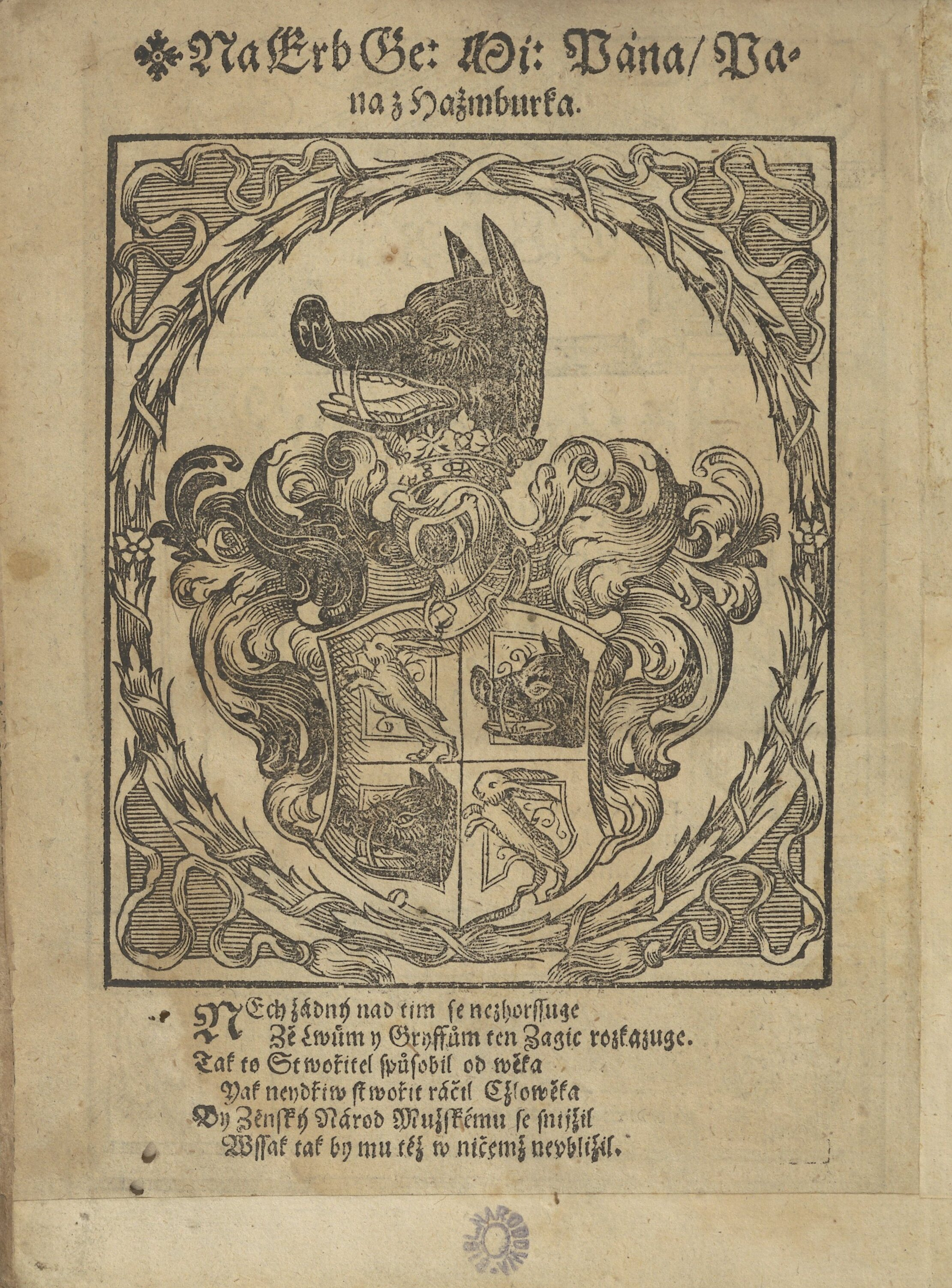
Erb mecenáše ve spisu Obora

### Příklady dedikací ve spisech vydaných Šumanskou tiskárnou (výběr)
Výše zmíněný Bartoloměj Paprocký z Hlohol a Paprocké Vůle připisuje své spisy:
- Stav manželský (1601) – dedikován Jaroslavu Bořitovi z Martinic, kde kromě obecného pojednání o sňatcích vypisuje slavné svatby a udatné činy Bořitových předků.
- Panna (1602) – dedikován Vilému Slavatovi z Chlumu a Košumberka. Nabádá ženy k pokoře vůči svému manželovi.
- Kšaft, jenž byl od jednoho starce učiněn, třem synům nepořádně se chovajícícm, tak aby nejhorší z nich v statku jeho nedědil. Pročež oni dali se v soud... (1600) s dedikací Kryštofovi z Lobkovic.
- Třinácte tabulí věku lidského (1601) – spis je dedikován Karlu I. z Lichtenštejna. Již v úvodu si autor stěžuje: „Patříc na široké strany světa tohoto ... nemohu na něm již nic jiného spatřiti, jenom marnost samou.“
- Obora aneb zahrada v které rozličná stvoření romlouvání [sic] své mají ... (1602) – dedikován Janu Zbyňkovi z Hazmburka a jeho choti Polyxeně z Minkvic. Paprocký zde vypočítává slavné svatby obou těchto rodů, jež velebí. V díle si také postěžoval na mladou generaci: „Ale nynějších časův starého mladí všudy odstrkují a k ničemu čerstvému přistoupiti nedají.“
- Adamovi ze Šternberka a jeho bratru Štefanovi Jiřímu ze Šternberka je dedikován kompilační spis Půst tělesný. Jak nám jest potřebný k nabytí a dosažení života věčného, krátce z Nového i Starého zákona i písem doktorův svatých poznamenaný... z roku 1601.
- Zbyňkovi Berkovi z Dubé a Lipé je dedikováno dílo Eccelsia, to jest církev svatá obecná... (1601), kde v první části je dokládáno prvenství katolické církve, v druhé části je krátké rozmlouvání kacíře s katolíkem. Rozmluva není dokončena, končí příslibem pokračování, ale k tomu už nedošlo.[3]

V Šumanské tiskárně byla vydána v letech 1611 a 1612 i Kniha o povinnostech křesťanských, jejím autorem je Matouš Konečný, biskup Jednoty bratrské. Ten své dílo dedikuje Petru Vokovi z Rožmberka, nejvýznamnější autoritě opozičního nekatolického tábora, za jeho postoj k církvi. Johannes Kepler, který v letech 1601–1605 vydal v tiskárně Jana Schumanna nejméně osm knih, věnoval své dílo De Fundamentis Astrologiae Certioribus rovněž Petru Vokovi. Obrázky v publikacích zhotovil grafik Jan Willenberg.

## Novodobé projekty
Grantové agentury, které finančně podporují různé výzkumy, nezřídka k výslednému dílu požadují kromě dedikací i afiliace. Podobné požadavky mají i univerzity.

## Dedikátor a dedikant
Dedikátor je ten, kdo knihu věnuje, dedikant ten, komu je věnována, přičemž věnování může být psáno rukou. Příkladem může být Čepova kniha Zeměžluč, do níž Jan Čep vepsal věnování Zdence Braunerové: Slečně Zdence Braunerové v upřímné úctě a oddanosti Jan Čep.
Věnování nemusí být výrazem osobního vztahu mezi dedikátorem a dedikantem. K akcím při knižních veletrzích (např. Svět knihy) nebo v některých knihkupectvích či knihovnách patří tzv. autogramiáda, při níž lze autora knihy požádat o věnování.